# Реорганізація юридичної особи
Реорганізація юридичної особи — це припинення юридичної особи з подальшим правонаступництвом (переходом прав і обов'язків від однієї юридичної особи до іншої). Реорганізація юридично відноситься до M&A процедур.

## Види реорганізації
Стаття 104 Цивільного кодексу України визначає наступні види реорганізації: злиття, приєднання, поділ та перетворення.
Перетворенняпроцедура при якій змінюється організаційно-правова форма підприємства (напр. шляхом перетворення Товариства з обмеженою відповідальністю в Акціонерне товариство). При перетворенні підприємство припиняється шляхом заснування нової юридичної особи. Правонаступником ліквідованої компанії є нове підприємство. Ідентифікаційний код юридичної особи в разі перетворення не змінюється. Кількість власників (учасників, акціонерів) нової особи та розподіл часток (у відсотковому співвідношенні), компанії що припиняється і новоствореної має бути однаковим; перетворення не передбачає зміну складу учасників та/або акціонерів, як і зміну розподілу часток.
Злиттяпроцес ліквідації 2-х і більше компаній і формування на їх основі однієї компанії. Правонаступником всіх прав і обов'язків ліквідованих компанії є нове підприємство. Злиття це, по суті, припинення 2-х і більше компаній шляхом їх перетворення в одну. При злитті обов'язково проводиться позапланова перевірка всіх ліквідованих компаній відповідними державними органами. На фінальній стадії припинення компаній шляхом злиття створюється нова компанія, а всі активи припинених компаній переводяться передавальним актом на баланс утвореної юридичної особи.
Приєднанняпроцес припинення компанії з подальшим переведенням всіх активів, прав і обов'язків іншій компанії. Приєднання — найпоширеніша процедура M&A та консолідації активів. У більшості випадків учасником/акціонером компанії, діяльність якої припиняється, є компанія яка приєднує її, але це не обов'язкова умова. Приєднання дозволяє збільшити розмір статутного капіталу і активи шляхом їх консолідації. В Україні, на відміну від країн з розвиненою економікою, придбання компанії шляхом її поглинання не знайшло широкого поширення через тривалість процедури та ризиків як для покупця, так і для продавця. Юридично, можливе проведення поглинання 2-х і більше компаній одночасно. Припинення компанії що приєднується проводиться виключно після позапланової перевірки такої компанії та затвердження передавального акта.
Поділпроцес припинення компанії з подальшим переведенням всіх активів, прав і обов'язків 2-м і більше новоствореним компаніям. Поділ це припинення однієї компанії та створення на основі такої компанії 2-х і більше юридичних осіб. Дана процедура в першу чергу використовується антимонопольними органами в рамках законодавства про захист економічної конкуренції. На фінальному етапі поділу затверджується розподільчий баланс. Реорганізація юридичної особи шляхом поділу — надзвичайно рідкісне явище в Україні.